# Johannes Overbeck
Pour les articles homonymes, voir Overbeck.
Johannes Adolph Overbeck (27 mars 1826 - 8 novembre 1895) est un archéologue et historien de l'art allemand.

## Biographie
Overbeck est né à Anvers. Il est le gendre du zoologiste Georg August Goldfuss (1782-1848) et le beau-père de l'anthropologue Emil Ludwig Schmidt (en) (1837-1906). Son oncle est le célèbre peintre Friedrich Overbeck (1789-1869).
En 1848, Overbeck obtient son doctorat de l'Université de Bonn, où il est privatdocent de 1850 à 1853. En 1853, il devient professeur agrégé d'archéologie et doyen de la collection archéologique à l'Université de Leipzig. Il travaille à Leipzig pour le reste de sa carrière, devenant professeur titulaire en 1859. Deux de ses élèves les plus connus sont Adolf Furtwängler (1853-1907) et Adolf Michaelis (1835-1910). Il participe également à la direction de l'Institut archéologique de Berlin (1874-1895).

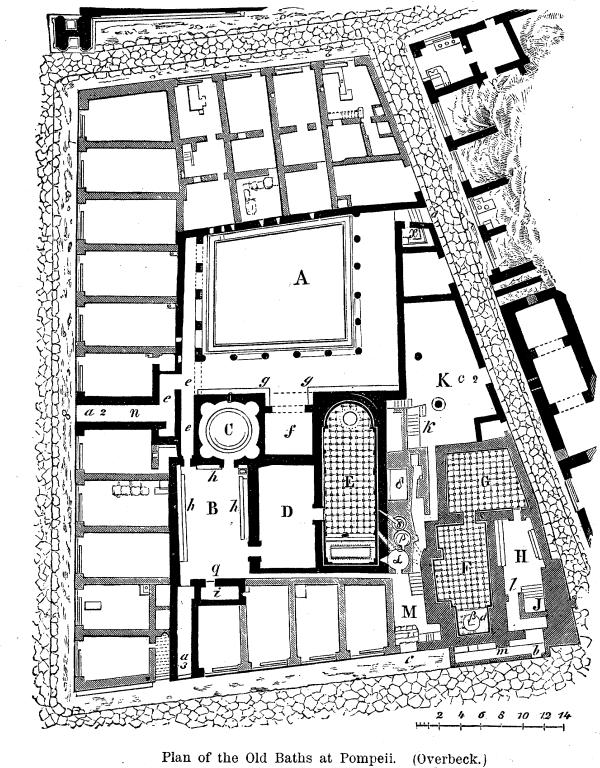
Plan des anciens thermes de Pompéi par Overbeck

L'une de ses premières publications est un ouvrage important sur Pompéi qui connait plusieurs éditions, et en 1884 avec August Mau (1840-1909), il publie un livre sur Pompéi et ses œuvres d'art, intitulé Pompeji in seinen Gebäuden, Alterthümern und Kunstwerken. Overbeck est également un spécialiste de la Kunstmythologie grecque (art mythologique) dans le domaine de l'archéologie.
Il visite rarement les sites archéologiques, préférant écrire à leur sujet de seconde main. Cela a tendance à donner à ses écrits une saveur sèche, que même son travail complets des matériaux ne pouvaient pas vraiment surmonter. Carl Schurz note qu'"il a été dit que [Overbeck] a écrit le meilleur livre qui ait jamais été écrit sur Herculanum et Pompéi, sans jamais avoir vu l'un ou l'autre endroit". Il se consacre principalement à sa chaire d'enseignement, et c'est là qu'il apporte ses contributions les plus remarquables. Ses conférences sont très suivies, les principales avec souvent plus de 100 auditeurs. Il cherche à améliorer la vie des étudiants par d'autres moyens également en créant une salle de lecture et une infirmerie. Pour compenser son manque d'expérience de première main, il développe la collection de moulages en plâtre de Leipzig.

## Écrits
- Pompéi, Leipzig 1855
- Geschichte der Griechischen Plastik (Histoire de la sculpture grecque), deux volumes, Leipzig 1857/58
- Die archäologische Sammlung der Universität Leipzig (La collection archéologique de l'Université de Leipzig), Leipzig 1859
- Die antiken Schriftquellen zur Geschichte der bildenden Künste bei den Griechen (Les anciennes sources manuscrites sur l'histoire des beaux-arts grecs), Leipzig 1868
- Griechische Kunstmythologie (Art-mythologie grecque), trois volumes, Leipzig 1871/89
- Atlas, Leipzig 1872/87
- Pompeji in seinen Gebäuden, Alterthümern und Kunstwerken (À l'intérieur des bâtiments, antiquités et œuvres d'art de Pompéi), avec August Mau (1884).